# Лейтерсбург (Меріленд)
Лейтерсбург (англ. Leitersburg) — переписна місцевість (CDP) в США, в окрузі Вашингтон штату Меріленд. Населення — 569 осіб (2020).

## Географія
Лейтерсбург розташований за координатами 39°41′34″ пн. ш. 77°37′14″ зх. д. / 39.69278° пн. ш. 77.62056° зх. д. (39.692770, -77.620622).  За даними Бюро перепису населення США в 2010 році переписна місцевість мала площу 4,55 км², уся площа — суходіл.

## Демографія
Згідно з переписом 2010 року, у переписній місцевості мешкали 573 особи в 224 домогосподарствах у складі 167 родин. Густота населення становила 126 осіб/км².  Було 241 помешкання (53/км²).
Расовий склад населення:
| - 97,0 % — білих - 1,0 % — чорних або афроамериканців - 0,9 % — азіатів |

До двох чи більше рас належало 1,0 %. Частка іспаномовних становила 0,5 % від усіх жителів.
За віковим діапазоном населення розподілялося таким чином: 20,6 % — особи молодші 18 років, 59,5 % — особи у віці 18—64 років, 19,9 % — особи у віці 65 років та старші. Медіана віку мешканця становила 45,6 року. На 100 осіб жіночої статі у переписній місцевості припадало 105,4 чоловіків;  на 100 жінок у віці від 18 років та старших — 101,3 чоловіків також старших 18 років.
Середній дохід на одне домашнє господарство  становив 81 481 долар США (медіана — 82 604), а середній дохід на одну сім'ю — 90 287 доларів (медіана — 84 948). За межею бідності перебувало 1,8 % осіб, у тому числі 0,0 % дітей у віці до 18 років та 7,8 % осіб у віці 65 років та старших.
Цивільне працевлаштоване населення становило 338 осіб. Основні галузі зайнятості: роздрібна торгівля — 34,0 %, освіта, охорона здоров'я та соціальна допомога — 15,4 %, виробництво — 13,6 %.